# Грірс-Феррі (Арканзас)
Грірс-Феррі (англ. Greers Ferry) — місто (англ. city) в США, в окрузі Клеберн штату Арканзас. Населення — 821 особа (2020).

## Географія
Грірс-Феррі розташований на висоті 184 метра над рівнем моря за координатами 35°34′3″ пн. ш. 92°10′10″ зх. д. / 35.56750° пн. ш. 92.16944° зх. д. (35.567636, -92.169489).  За даними Бюро перепису населення США в 2010 році місто мало площу 18,68 км², з яких 18,66 км² — суходіл та 0,03 км² — водойми.

## Демографія
Згідно з переписом 2010 року, у місті мешкала 891 особа в 416 домогосподарствах у складі 275 родин. Густота населення становила 48 осіб/км².  Було 820 помешкань (44/км²). 
Расовий склад населення:
| - 98,1 % — білих - 0,2 % — корінних американців - 0,2 % — азіатів - 1,0 % — осіб інших рас |

До двох чи більше рас належало 0,4 %. Іспаномовні складали 2,6 % від усіх жителів.
За віковим діапазоном населення розподілялося таким чином: 14,4 % — особи молодші 18 років, 55,6 % — особи у віці 18—64 років, 30,0 % — особи у віці 65 років та старші. Медіана віку мешканця становила 50,5 року. На 100 осіб жіночої статі у місті припадало 98,4 чоловіків;  на 100 жінок у віці від 18 років та старших — 98,7 чоловіків також старших 18 років.
Середній дохід на одне домашнє господарство  становив 40 676 доларів США (медіана — 31 810), а середній дохід на одну сім'ю — 50 013 долари (медіана — 44 034). За межею бідності перебувало 13,0 % осіб, у тому числі 18,0 % дітей у віці до 18 років та 8,3 % осіб у віці 65 років та старших.
Цивільне працевлаштоване населення становило 302 особи. Основні галузі зайнятості: роздрібна торгівля — 18,2 %, будівництво — 16,6 %, публічна адміністрація — 11,6 %, виробництво — 9,6 %.
За даними перепису населення 2000 року в Грірс-Феррі мешкало 930 осіб, 300 сімей, налічувалося 398 домашніх господарств і 664 житлових будинки. Середня густота населення становила близько 50,3 осіб на один квадратний кілометр. Расовий склад Грірс-Феррі за даними перепису розподілився таким чином: 97,31% білих, 0,11% — чорних або афроамериканців, 0,11% — корінних американців, 0,22% — азіатів, 2,04% — представників змішаних рас, 0,22% — інших народів. Іспаномовні склали 1,18% від усіх жителів міста.
З 398 домашніх господарств в 24,6% — виховували дітей віком до 18 років, 65,3% представляли собою подружні пари, які спільно проживали, в 7,0% сімей жінки проживали без чоловіків, 24,4% не мали сімей. 21,1% від загального числа сімей на момент перепису жили самостійно, при цьому 11,6% склали самотні літні люди у віці 65 років та старше. Середній розмір домашнього господарства склав 2,34 особи, а середній розмір родини — 2,65 особи.
Населення міста за віковим діапазоном за даними перепису 2000 року розподілилося таким чином: 20,3% — жителі молодше 18 років, 5,1% — між 18 і 24 роками, 21,3% — від 25 до 44 років, 26,6% — від 45 до 64 років і 26,8% — у віці 65 років та старше. Середній вік мешканця склав 48 років. На кожні 100 жінок в Грірс-Феррі припадало 99,6 чоловіків, у віці від 18 років та старше — 96,0 чоловіків також старше 18 років.
Середній дохід на одне домашнє господарство в місті склав 30 238 доларів США, а середній дохід на одну сім'ю — 32 344 долара. При цьому чоловіки мали середній дохід в 24 200 доларів США на рік проти 16 250 доларів середньорічного доходу у жінок. Дохід на душу населення в місті склав 16 496 доларів на рік. 12,0% від усього числа сімей в окрузі і 16,0% від усієї чисельності населення перебувало на момент перепису населення за межею бідності, при цьому 26,4% з них були молодші 18 років і 8,2% — у віці 65 років та старше.